# イレーネ・ドゥコック
イレーネ・ドゥコック（ Irene De Kok 1965年8月29日-) は、オランダのアイントホーフェン出身の柔道選手。現役時代は72kg級の選手。身長168cm。

## 人物
1984年の世界選手権66kg級では決勝でフランスのブリジット・ディディエに敗れるが2位となった。1985年に階級を72kg級に上げると、1986年の世界選手権では決勝でベルギーのイングリッド・ベルグマンスと対戦し破って優勝した。さらに、無差別にも出場したが5位だった。1987年の世界選手権では決勝で再びベルグマンスを破って2連覇を達成したが、無差別では前回と同じく5位にとどまり翌年の1988年ソウルオリンピック(公開競技)には出場しなかった。その後引退状態だったが1991年に復帰すると、1992年バルセロナオリンピックでは準決勝で日本の田辺陽子に大内刈で有効を取られて敗れるも銅メダルを獲得した。1993年に現役を引退し、2009年にはティルブルフでカフェバーの経営を始めた。

## セクハラ騒動
1996年になると、ドゥコックは現役時代にコーチだったペーター・オームスに同性愛者であることを考慮されることなく長年に渡ってセクハラを受けていたとして、同じくオームスの指導下にあってセクハラを受けていたというアニタ・スタップス及びモニク・ファンデリーとともにその件を公に告発した。
裁判ではドゥコック及びファンデリーに対するセクハラが認定されて、オームスには4ヶ月の執行猶予処分と180時間の社会奉仕活動が言い渡された。
また、オランダ柔道連盟はオームスに対して1996年から3年間にわたってコーチ資格を停止処分にした。

## 主な戦績
- 1981年 - イギリス国際　3位(61kg級)

66kg級での戦績
- 1983年 - ベルギー国際　優勝(無差別)
- 1983年 - オーストリア国際　3位
- 1983年 - 福岡国際　優勝
- 1984年 - ドイツ国際　優勝
- 1984年 - ヨーロッパ選手権　3位
- 1984年 -オーストリア国際　優勝
- 1984年 - 世界選手権　2位
- 1984年 - 福岡国際　66kg級　3位　無差別　3位

72kg級での戦績
- 1985年 - イギリス国際　72kg級　優勝　無差別　優勝
- 1985年 - ヨーロッパ選手権　3位
- 1985年 - 福岡国際　72kg級　2位　無差別　優勝
- 1986年 - ヨーロッパ選手権　72kg級　優勝　無差別　優勝
- 1986年 - ベルギー国際　2位
- 1986年 - 世界選手権　72kg級　優勝　無差別　5位
- 1986年 - 福岡国際　3位
- 1987年 - ポーランド国際　優勝
- 1987年 - ヨーロッパ選手権　72kg級　優勝　無差別　3位
- 1987年 - オーストリア国際　2位
- 1987年 - 世界選手権　72kg級　優勝　無差別　5位
- 1988年 - ベルギー国際　優勝
- 1991年 - ベルギー国際　優勝
- 1991年 -イギリス国際　優勝
- 1991年 - オーストリア国際　3位
- 1992年 - ドイツ国際　3位
- 1992年 - ベルギー国際　優勝
- 1992年 - ヨーロッパ選手権　3位
- 1992年 - バルセロナオリンピック　3位
- 1992年 - 福岡国際　3位
- 1993年 - ドイツ国際　3位